# Earophila costiconfluens
Earophila costiconfluens fue una división taxonómica para una especie de polilla perteneciente a la familia Geometridae, descrita en 1940. El nombre fue borrado del Global Biodiversity Information Facility en febrero de 2018. En algunas bases de datos es puesta como sinonimia de Anticlea costiconfluens, a su vez sinónimo de Anticlea badiata.